# Comte Jean de Villeneuve-Esclapon
Comte Jean de Villeneuve-Esclapon (* 18. Januar 1860 in Aix-en-Provence; † November 1943 in Nizza) war ein französischer Schachspieler und -komponist.

## Turnierschach
1900, also erst im Alter von 40 Jahren, begann de Villeneuve-Esclapon Schach zu spielen. Seine Partien spielt er zunächst im Pariser Café de la Régence, bald jedoch widmet er sich der Schachkomposition und besonders den Studien. Im Turnier des Café de la Régence belegt er 1907 den 4. Platz. 1927 teilt er sich den 1. Platz im Nebenturnier der Meisterschaft Frankreichs.

## Redakteur und Organisator
Nach Gründung der „Union Amicale des Amateurs de la Régence“ ist er von 1906 bis 1909 Redakteur des Vereinsblattes L’échiquier français. In den 1920er-Jahren gehört er oft zu den Organisationskomitees der französischen Meisterschaften.

## Schachkomposition
Jean de Villeneuve-Esclapon komponierte etwa 300 Aufgaben und Studien. Besonders gefallen einige seiner Studien. Nachfolgende Duplex-Studie zeigt die Motive der Gewinnführung als Echo.
|   | a | b | c | d | e | f | g | h |   |
| 8 |   |   |   |   |   |   |   |   | 8 |
| 7 |   |   |   |   |   |   |   |   | 7 |
| 6 |   |   |   |   |   |   |   |   | 6 |
| 5 |   |   |   |   |   |   |   |   | 5 |
| 4 |   |   |   |   |   |   |   |   | 4 |
| 3 |   |   |   |   |   |   |   |   | 3 |
| 2 |   |   |   |   |   |   |   |   | 2 |
| 1 |   |   |   |   |   |   |   |   | 1 |
|   | a | b | c | d | e | f | g | h |   |

Weiß am Zug:

1. Le2–h5 droht Matt auf g6 Kh6xh5

2. Dc2–h7+ Kh5–g4

3. Dh7–h3+ Kg4–f3

4. Dh3–g2+ Spieß Nr. 1 Kf3–g4

5. Dg3xa8 gewinnt

Schwarz am Zug:

1. … Lc8–h3 droht Matt auf g2

2. Kh2xh3 Da8–h1+

3. Kh3–g4 Dh1–h5+

4. Kg4–f5 Dh5–g6+ Spieß Nr. 2

5. Kf5–e6 oder Kf5–g4 Dg6xc2 gewinnt